# Bernhard Škultéty
Bernhard Škultéty (Scultetus, Schultetus, Schultze; kolem 1455 v Lęborku – 30. července 1518 v Římě) byl na počátku 16. století děkanem kostela ve varmijské diecézi, komořím papeže Lva X. a vedle Alexandra Škultétyho a Johanna Škultétyho jedním ze tří lidí v okruhu Mikuláše Koperníka, kteří nesli latinizované jméno Scultetus/Sculteti (česky Škultéty, z německého Schulz, Schultheiss).
Škultéty pocházel z historické země Lębork a Bytów, která se v době jeho narození rovněž odtrhla od státu Řádu německých rytířů a v roce 1466 se oficiálně stala součástí královského polského Pruska. Říkal si také Cassubius (1488) a (1475) de Lovenborch Prutenus, tedy Kašuba a Prus z Lęborku.
V roce 1498 na základě papežské intervence nastoupil Škultéty do varmijské kapituly jako nástupce Christiana Tapiaua, který zemřel v roce 1497. V roce 1499 pobýval v Římě jako zmocněnec varmijské kapituly u římské kurie a v tomto období získal druhou prelaturu katedrální kapituly. V dopise z října 1499 děkoval za své povýšení biskupu Lukáši Watzenrode a informoval ho o finančních potížích jeho synovců, bratří Andrease a Mikuláše Koppernigka. Tito bratři sice už byli také fromberskými kanovníky, ale zároveň ještě byli studenty v Bologni. Požádali o radu sekretáře Lukáše Watzenrode, Georga Prangheho, který byl tou dobou v Římě. Andreas chtěl odjet pracovat do Říma, aby vyřešil finanční krizi. Škultéty se zaručil za čtyřměsíční bankovní úvěr na 100 dukátů a pak žádal biskupa Watzenrode, aby do Říma převedl peníze na jeho splacení. Po smrti šlesvického biskupa Eggerta Dürkopa v roce 1499 získal Škultéty prebendu v lübecké katedrále.
Škultéty pobýval ve Varmii pouze krátce v roce 1501 a poté trvale žil v Římě, kde byl v letech 1513 až 1517 papežským kaplanem a komořím papeže Lva X. Byl také písařem pátého lateránského koncilu. Paulus van Middelburg, biskup z Fossombrone, komunikoval o potřebě reformy kalendáře také s Mikulášem Koperníkem a žádal ho o pomoc. Do svého dopisu Koperníkovi v roce 1513 zahrnul také dopis od Bernharda Škultétyho.
Škultéty zemřel v Římě v roce 1518, ve stejné době, kdy tam na malomocenství zemřel Koperníkův bratr Andreas. Byl pohřben v kostele Santa Maria dell'Anima, kde se zachoval jeho náhrobek, připisovaný dílně Bartolomea Lanteho. Škultétyho kanonikát byl v roce 1519 převeden na Johanna Zimmermanna (1492–1564), syna starosty Gdaňska, Matthiase Zimmermanna, a synovce Mauricia Ferbera. Své Lübecké prebendy se Škultéty vzdal již v roce 1514; dostal ji Franciscus Grambeke (lübecký kanovník od roku 1494; † 1536).
Korespondence se Škultétym a o něm je rozebírána v sebraných spisech Mikuláše Koperníka, protože Škultéty sehrál významnou roli ve studiu bratrů Koperníků.